# Raffaele Cutolo
Raffaele Cutolo anomenat 'o Professore en napolità (Ottaviano, 20 de desembre de 1941 - Parma, 17 de febrer de 2021) va ser un antic cap de la màfia italiana, ex padrí de la Camorra, la màfia napolitana, actiu entre els anys setanta i vuitanta, i fundador de l’organització criminal de la màfia "Nuova Camorra Organizzata” (NCO).

## Biografia
Nascut a prop de Nàpols l'any 1941, Raffaele Cutolo comet el seu primer homicidi voluntari l'any 1963, quan tot just té 22 anys, per "defensar" la seva germana d'un noi que la festejava.

### El rapte de Cirillo i les Brigades Roges
Cutolo va tenir un paper central en les negociacions per a l'alliberament del demòcrata-cristià Ciro Cirillo, segrestat l'abril de 1981 per un grup de les Brigades Roges (BR) dirigit per Giovanni Senzani, cap de les BR des de la detenció de Mario Moretti. L'agent del Servei per a les Informacions i la Seguretat Militar d'Itàlia (SISMI) Francesco Pazienza va ser un dels intermediaris centrals entre els grups de la Democràcia Cristiana (DC) que negociaven l'alliberament de Cirillo, destacat polític napolità de la DC, i de Cutolo. Aquest últim va declarar més endavant als magistrats que havia arribat a la conclusió que, en el segrest de Ciro Cirillo, les BR no havien estat més que un peó manipulat per sectors de la DC, el SISMI i la CIA.

### Dels anys 1980 a avui
La seva voluntat de reunir tots els clans mafiosos de la Campània sota l'autoritat d'un únic cap, inspirant-se sobretot en la Cosa Nostra, i de la seva organització piramidal, provocarà una sagnant guerra dels clans: 295 persones seran assassinades l'any 1981, 273 l'any 1982 i 290 l'any 1983. Aquesta «guerra» acabarà per delmar la NCO als anys 1980 i provocar l'assassinat del seu ún fill Roberto, de vint-i-vuit anys, al desembre de 1990.
Va ser condemnat a diverses condemnes a cadena perpètua, però va dir als magistrats que la seva mà dreta, Vincenzo Casillo, treballava al SISMI des del 1978.
Quan el seu fill Raffaele Cutolo va ser abatut, va demanar poder tenir un altre fill per inseminació artificial amb la seva segona esposa, amb qui va casar-se a la presó el 1982. La justícia italiana ho va acabar acceptant i l'octubre de 2007, Cutolo va ser pare.
El 20 de maig de 2008 la mare de la seva dona Immacolata, Pasqualina Alaia de 78 anys, és violentament assassinada a cops de martell a Ottaviano.
Cutolo, que patia problemes respiratoris, va morir el 17 de febrer de 2021 a causa de les complicacions d'una pneumònia.
Roberto Saviano, periodista d'investigació especialitzat en el crim organitzat, va dir de Cutolo, en saber-ne la mort: "Cutolo va ser un boss potent, més que un primer ministre. Un poder que el va mantenir a la presó tota la vida; els secrets que s'enduu a la tomba no van poder fer xantatge al poder polític que el va utilitzar. Va ser un home violent i desesperat producte d'un territori violent i desesperat".